# 日産・Vプラットフォーム

日産・Vプラットフォームは、2010年に日産自動車が開発したAセグメント、およびBセグメント・FF車用のプラットフォーム。Vは英語: Versatileの頭文字である。
剛性より軽量化とコストパフォーマンスを重視した新興国市場車およびAセグメント・Bセグメントクラスの自動車用プラットフォームで、ルノーと共同開発したBプラットフォームに比べて部品点数を約4割削減した結果、空気抵抗の低減と軽量化を実現すると同時に燃費の向上とコスト削減ならびに各国における生産性の向上も実現している。
なお、フューエルリッド（給油口）は車両左側となる。

## 採用車種
- マーチ (K13)
  - ルノー・パルス
  - ヴェヌーシア・R30
- マイクラ (K14)

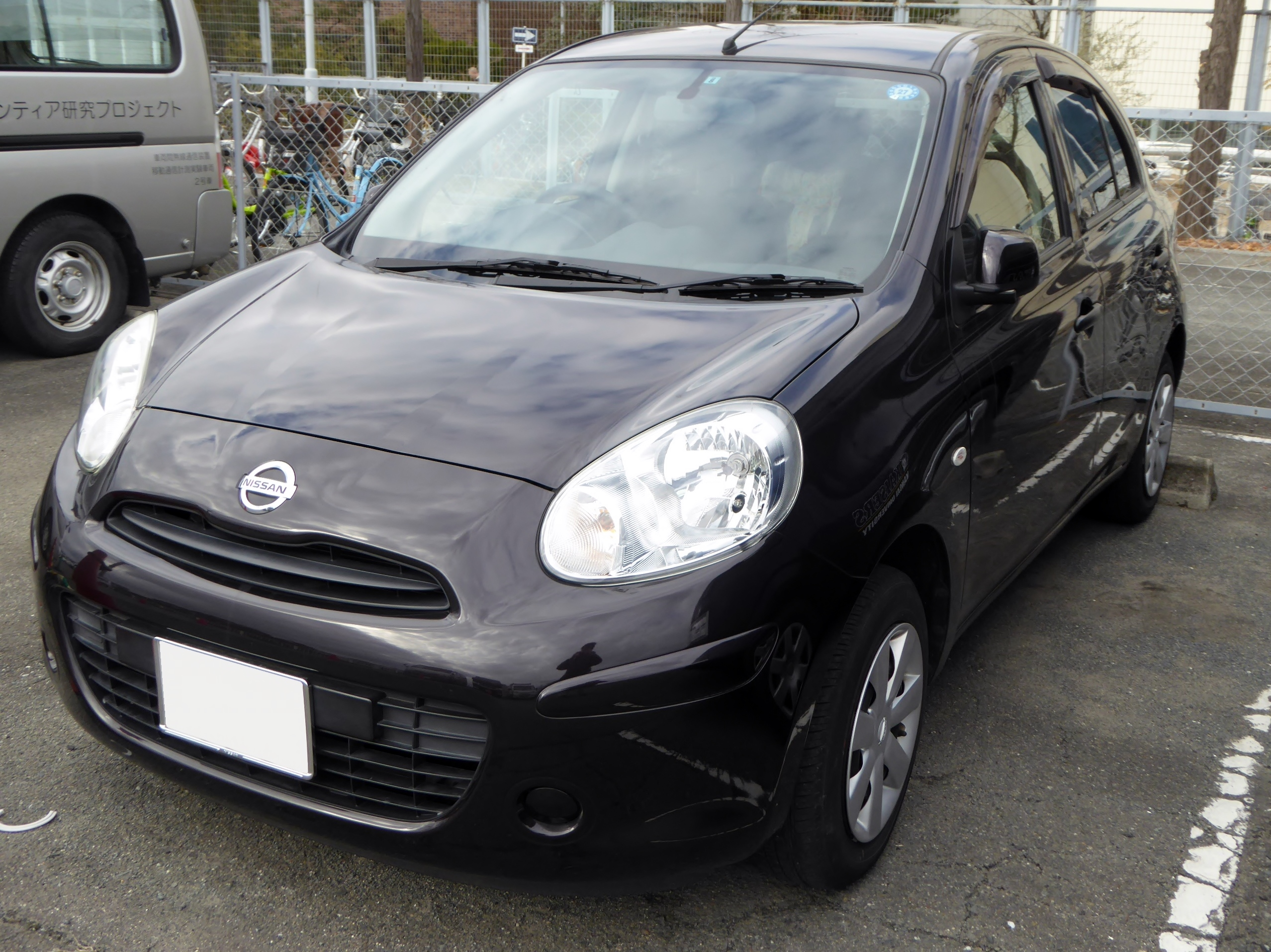
マーチ（K13）

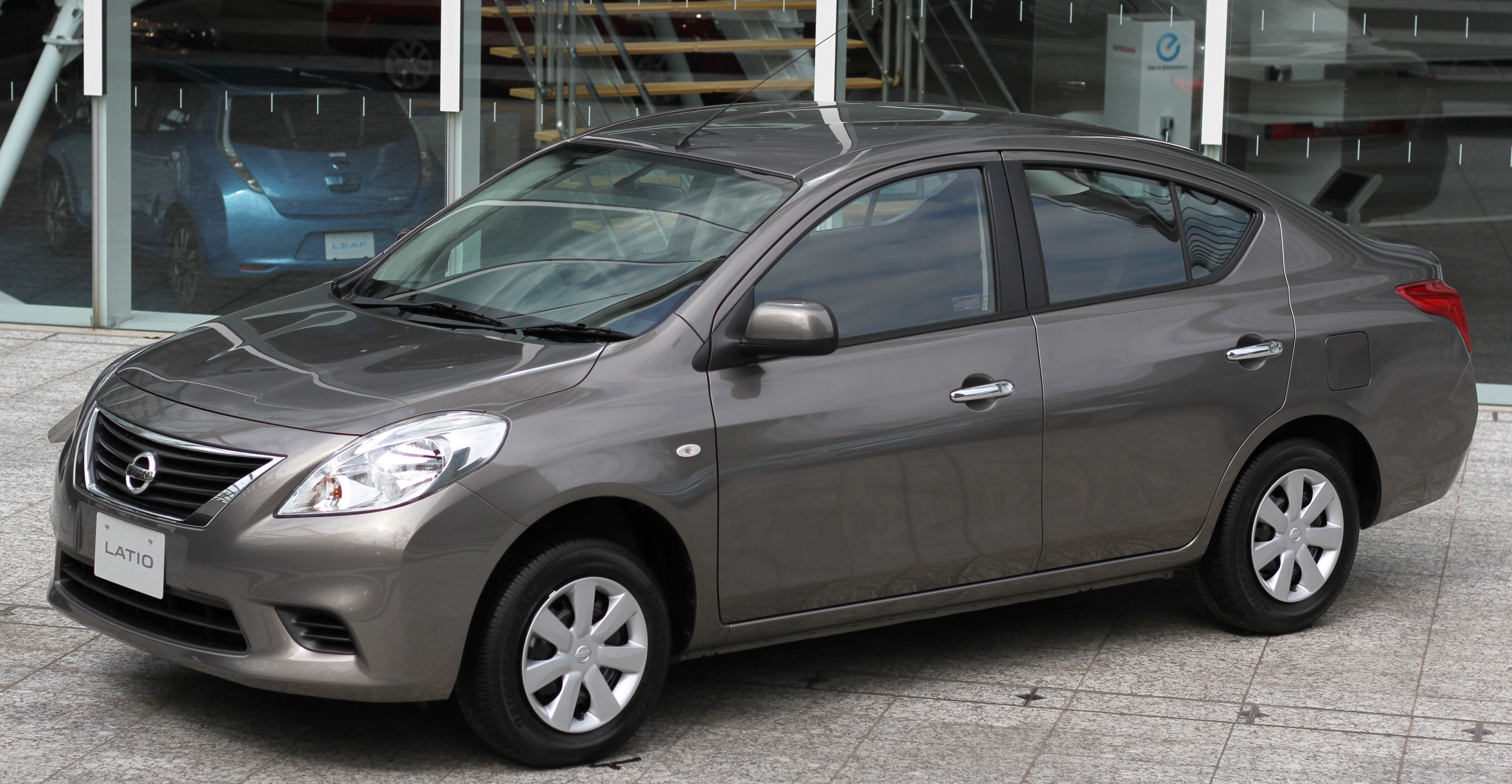
ラティオ（N17）

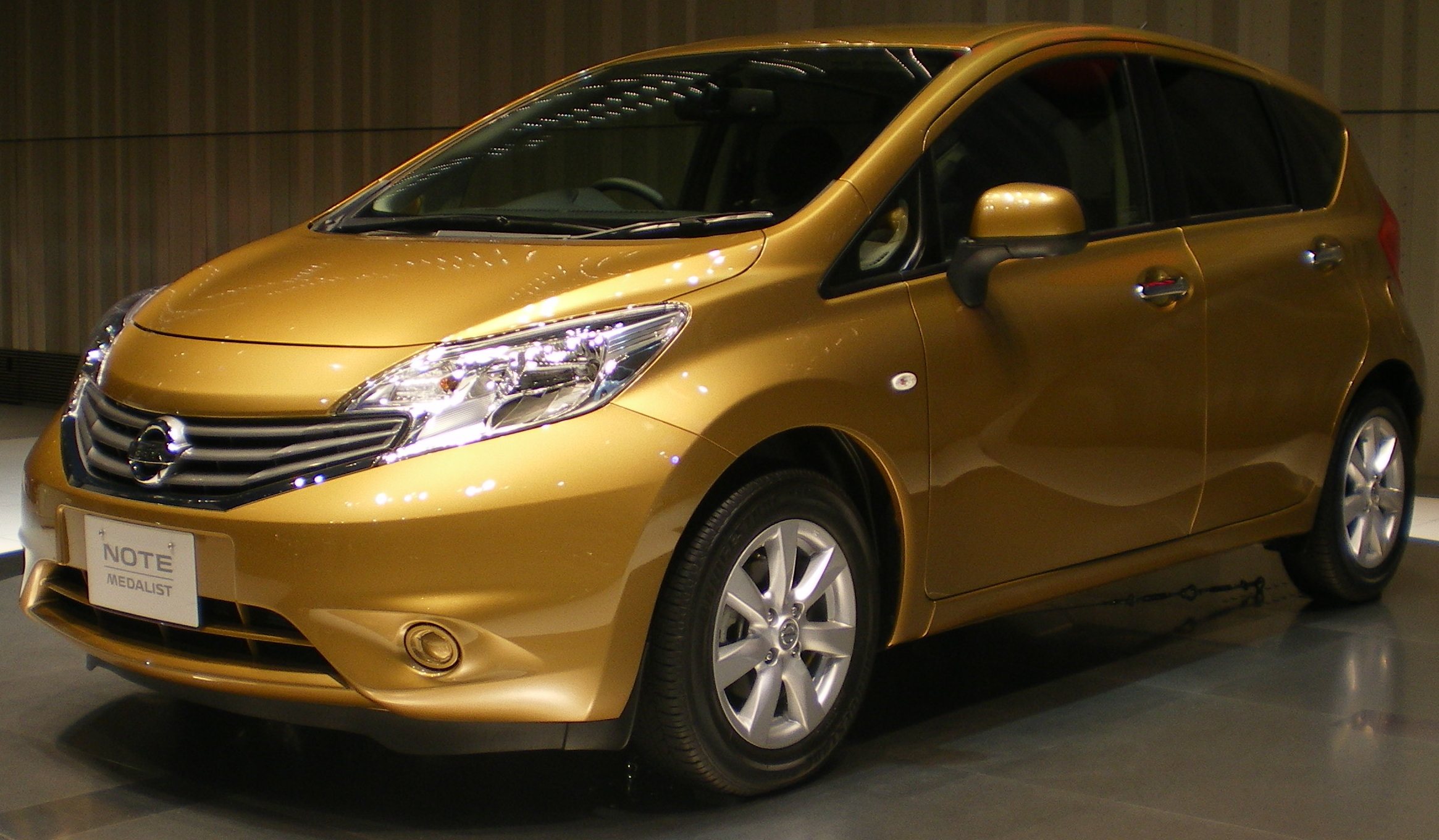
ノート（E12）

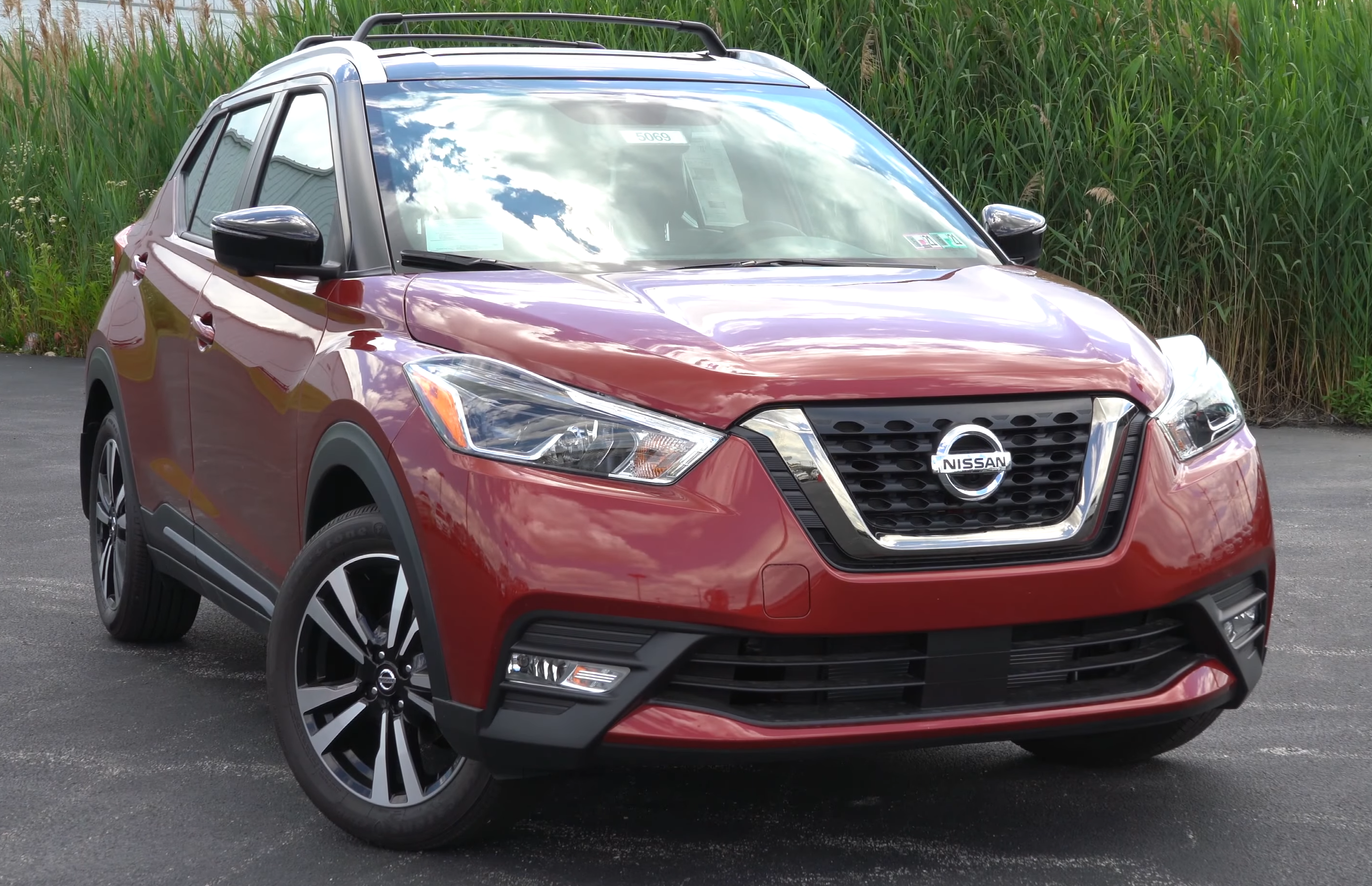
キックス（P15）

- ラティオ (2代目・N17)（海外名：アルメーラ(タイ)／ヴァーサセダン(北米)／サニー(中国、ミャンマー)）
  - ルノー・スカラ（2代目）
- アルメーラ (N18T)／ヴァーサ (N18)
- ノート (2代目・E12)
- キックス (P15)
- ダットサン・GO
- ダットサン・GO+

## 沿革
- 2010年5月 - タイでマーチを発売開始。
- 2010年7月13日 - 日本で発売開始。
- 2010年12月 - 広州モーターショーで発表された「N17型サニー」（日本名・ラティオ、米国名・ヴァーサセダン。従来、日本で発売されていたB15型サニーとは全くの別車種）がこのプラットフォームを使用。
- 2012年8月 - このプラットフォームを採用した2代目ノートを発表。
- 2016年8月 - このプラットフォームを採用した4代目キックスを発表[2]。
- 2019年8月 - 北米でこのプラットフォームを採用した3代目ヴァーサを発売開始。